# 民事婚姻
民事婚姻是一種由政府作出、記錄且承認和具法律效力的婚姻。
民事婚姻可以是由宗教組織（如教堂或猶太會堂）作出和承認，亦須受政府承認，具法或完全世俗（即不涉及宗教），但不論世俗、非宗教性和宗教性的結婚均須得到政府的承認。